# Thereva flaviventris
Thereva flaviventris är en tvåvingeart som beskrevs av Krober 1912. Thereva flaviventris ingår i släktet Thereva och familjen stilettflugor. Inga underarter finns listade i Catalogue of Life.